# Ron Santo
Ronald Edward „Ron“ Santo (* 25. Februar 1940 in Seattle, Washington; † 2. Dezember 2010 in Scottsdale, Arizona)  war ein US-amerikanischer Baseballspieler, der in der US-Profiliga – meist in der Position des Third Basemans – vor allem für die Chicago Cubs spielte. Seine Rückennummer 10 wird bei den Cubs an keinen anderen Spieler mehr vergeben. Er war der einzige professionelle Baseballspieler der MLB-Geschichte, der trotz einer Diabetes-Erkrankung spielte.